# 페이 베인터
페이 베인터(Fay Bainter, 1893년 12월 7일 ~ 1968년 8월 16일)는 미국의 배우, 가수이다.

## 영화, 텔레비전
- 내일을 위한 길
- 제저벨
- 우리 읍네
- 여성의 해
- 더 휴먼 코미디
- 어느 박람회장에서 생긴 일 (1945년 영화)
- 아이들의 시간 (영화)